# Don Elliott
Don Elliott (* 21. Oktober 1926 in Somerville (New Jersey) als Don Elliott Helfman; † 5. Juli 1984 in Weston (Connecticut)) war ein US-amerikanischer Jazz-Trompeter, Flügelhornist, Vibraphonist, Sänger und Mellophonspieler sowie Komponist, Arrangeur und Produzent.

## Leben und Wirken
Don Elliott hatte als Kind Klavier- und Akkordeonunterricht, spielte Mellophon in der Highschool-Band, später Trompete in der US-Armee. Er studierte an der Juilliard School of Music und an der University of Miami Arrangement; seine professionelle Karriere begann er als Vibraphonist. 1948 spielte er im Jan Raye Trio, war 1948/49 Sänger in der Formation Hi, Lo, Jack & The Dame und spielte als Trompeter und Vibraphonist bei einem Rundfunksender. 1950/51 arbeitete er mit George Shearing, Teddy Wilson, Terry Gibbs und Buddy Rich; danach gründete er seine eigene Band und nahm das Album Tenderly mit Bill Evans auf. Außerdem war er an Plattenaufnahmen mit Paul Desmond, Urbie Green, Michel Legrand, Billy Eckstine, Ruby Braff, Miles Davis und Jackie McLean beteiligt. Von 1953 bis 1960 gewann er als Mellophonspieler mehrere Male den Down Beat Readers Poll in der Kategorie „miscellaneous instrument“.
Neben seinen Hauptinstrumenten, Trompete/Flügelhorn, Mellophon und Vibraphon, spielte Elliott Posaune und Percussion, darüber hinaus war er als Sänger tätig. Elliott war ein Pionier der Mehrspur-Aufnahmetechnik (er mischte seine Stimme zu vielstimmigen Chören), komponierte zahllose Werbejingles, arbeitete bei Filmdrehbüchern mit sowie als Komponist am Broadway (Theater).

Elliotts Stimmeneinsatz ist in seinem Bandprojekt The Nutty Squirrels, in verschiedenen Filmsoundtracks wie in den Filmen Getaway, Der Millionenraub, Vier schräge Vögel und in The Happy Hooker zu hören. Elliott besaß eigene Aufnahmestudios in New York City und in Weston, Connecticut. Im Laufe seiner Karriere nahm er über 60 Alben und 5000 Werbejingles auf.
Don Elliott war mit der aus Düsseldorf stammenden Schauspielerin Doris Wiss (1929–2015) verheiratet.

## Auswahldiskographie
Als Leader
- Counterpoint for Six Valves (Riverside Records, 1955)
- New Counterpoint for Six Valves (Riverside Records, 1956)
- Double Trumpet Doings (Jazzland Records, 1960)

Als Sideman
- Phil Bodner & Company: Fine & Dandy (Stash)
- Miles Davis: Quintet with Lee Konitz, Quartet with Jackie McLean (Fresh Sound Rec., 1948/1952)
- Paul Desmond: Quinet/Quartet featuring Don Elliott (OJC, 1956–57)
- Billy Eckstine: Basin Street East (Emercy, 1961)
- Bill Evans & Don Elliott: Tenderly (Milestone, 1956–1957)
- Urbie Green: Newport Jazz Festival 1958 (Phontastic)
- Michel Legrand: Legrand Jazz (Philips, 1958)
- George Shearing: Verve Jazz Masters (Verve, 199-54)